# Discografia de Seungri
A discografia de Seungri, um cantor e compositor sul-coreano, é composta por dois álbuns de estúdio, dois extended plays (EPs) e oito singles. Em 2006, Seungri estreou como integrante do grupo masculino Big Bang e seu primeiro single solo de nome "Next Day", foi incluído no primeiro álbum de estúdio do grupo lançado no mesmo ano.
Sua estreia como solista ocorreu em 2009, através do lançamento do single "Strong Baby". Mais tarde em 2011, Seungri lançou seu EP de estreia intitulado V.V.I.P, que atingiu o topo da parada sul-coreana Gaon Album Chart. Em 2013, ele lançou seu segundo EP intitulado Let's Talk About Love, que gerou o single "Gotta Talk To U", a canção alcançou o top 3 da Gaon Digital Chart, e tornou-se o single melhor posicionado de Seungri na referida parada. No mesmo ano, ele lançou seu álbum de estreia japonês, que atingiu a quarta  posição na Oricon Albums Chart. Após uma pausa de cinco anos, Seungri lançou seu álbum de estreia coreano de nome The Great Seungri, o mesmo lhe rendeu seu terceiro número um na Gaon Album Chart. 

## Álbuns

### Álbuns de estúdio
| Título | Melhores posições | Melhores posições | Melhores posições | Melhores posições | Melhores posições | Vendas                                        |
| Título | COR               | EUA World         | FRA               | JAP               | TWN               | Vendas                                        |
| Coreano | Coreano           | Coreano           | Coreano           | Coreano           | Coreano           | Coreano                                       |
| --- | ----------------- | ----------------- | ----------------- | ----------------- | ----------------- | --------------------------------------------- |
| The Great Seungri - Lançamento: 20 de julho de 2018 - Gravadora: YG Entertainment - Formatos: CD, download digital | 1                 | 3                 | 82                | 5                 | 9                 | - : 47,375 mil - : 127,292 mil - : 24,666 mil |
| Japonês |                   |                   |                   |                   |                   |                                               |
| Let's Talk About Love - Lançamento: 9 de outubro de 2013 - Gravadora: YGEX - Formatos: CD, download digital        | —                 | —                 | —                 | 4                 | —                 | - : 14,509 mil                                |
| "—" indica lançamentos que não figuraram nas paradas ou não foram lançados nessa região.                           |                   |                   |                   |                   |                   |                                               |

### Extended plays(EPs)
| Título | Melhores posições | Melhores posições | Melhores posições | Melhores posições | Vendas         |
| Título | COR               | EUA Heat          | EUA World         | TWN               | Vendas         |
| --- | ----------------- | ----------------- | ----------------- | ----------------- | -------------- |
| V.V.I.P - Lançamento: 20 de janeiro de 2011 - Gravadora: YG Entertainment - Formatos: CD, download digital              | 1                 | —                 | —                 | 9                 | - : 48,682 mil |
| Let's Talk About Love - Lançamento: 19 de agosto de 2013 - Gravadora: YG Entertainment - Formatos: CD, download digital | 1                 | 34                | 2                 | 2                 | - : 79,222 mil |
| "—" indica lançamentos que não figuraram nas paradas ou não foram lançados nessa região.                                |                   |                   |                   |                   |                |

## Singles

### Como artista principal
| Ano | Título                                             | Melhores posições | Melhores posições | Melhores posições | Vendas               | Álbum                     |
| Ano | Título                                             | COR               | COR               | EUA               | Vendas               | Álbum                     |
| Ano | Título                                             | Gaon              | Hot               | World             | Vendas               | Álbum                     |
| Coreano | Coreano                                            | Coreano           | Coreano           | Coreano           | Coreano              | Coreano                   |
| --- | -------------------------------------------------- | ----------------- | ----------------- | ----------------- | -------------------- | ------------------------- |
| 2006 | "Next Day"                                         | *                 | *                 | —                 | —                    | Big Bang Vol.1-Since 2007 |
| 2008 | "Strong Baby" (com participação de G-Dragon)       | *                 | *                 | —                 | —                    | Remember                  |
| 2011 | "What Can I Do"                                    | 5                 | *                 | —                 | - : 1,119,709 milhão | V.V.I.P                   |
| 2011 | "V.V.I.P"                                          | 23                | *                 | —                 | - : 787,742 mil      | V.V.I.P                   |
| 2013 | "Gotta Talk To U"                                  | 3                 | 17                | —                 | - : 359,716 mil      | Let's Talk About Love     |
| 2018 | "1, 2, 3!"                                         | 13                | 12                | 11                | —                    | The Great Seungri         |
| 2018 | "Where R U From" (com participação de Song Min-ho) | 84                | 42                | —                 | —                    | The Great Seungri         |
| Japonês |                                                    |                   |                   |                   |                      |                           |
| 2013 | "The Feelings Painted in the Sky"                  | —                 | —                 | —                 | —                    | Let's Talk About Love     |
| "—" indica lançamentos que não figuraram nas paradas ou não foram lançados nessa região. "*" indica que a parada não existia na época de lançamento da canção. |                                                    |                   |                   |                   |                      |                           |

### Singlespromocionais
| Ano                                                                                      | Título                          | Melhores posições | Álbum            |
| Ano                                                                                      | Título                          | COR               | Álbum            |
| ---------------------------------------------------------------------------------------- | ------------------------------- | ----------------- | ---------------- |
| 2016                                                                                     | "We Run Dis" (PKCZ com Seungri) | —                 | Single sem álbum |
| 2018                                                                                     | "Faded"                         | —                 | Single sem álbum |
| "—" indica lançamentos que não figuraram nas paradas ou não foram lançados nessa região. |                                 |                   |                  |

### Singlesem colaboração
| Ano | Título                | Melhores posições | Vendas | Álbum            |
| Ano | Título                | COR               | Vendas | Álbum            |
| --- | --------------------- | ----------------- | ------ | ---------------- |
| 2009 | "Because" (com T.O.P) | *                 | —      | Single sem álbum |
| "—" indica lançamentos que não figuraram nas paradas ou não foram lançados nessa região. "*" indica que a parada não existia na época de lançamento da canção. |                       |                   |        |                  |

### Como artista convidado
| Ano                                                                                      | Título                                                                   | Melhores posições | Melhores posições | Melhores posições | Melhores posições | Melhores posições | Vendas | Álbum                |
| Ano                                                                                      | Título                                                                   | CHI               | FIN               | JAP               | NOR               | SUE               | Vendas | Álbum                |
| ---------------------------------------------------------------------------------------- | ------------------------------------------------------------------------ | ----------------- | ----------------- | ----------------- | ----------------- | ----------------- | ------ | -------------------- |
| 2014                                                                                     | "I Believe" (May J. com participação de Seungri)                         | —                 | —                 | —                 | —                 | —                 | —      | Heartful Song Covers |
| 2018                                                                                     | "Ignite" (K-391 com participação de Alan Walker, Julie Bergan e Seungri) | 20                | 5                 | —                 | 1                 | 13                | —      | Single sem álbum     |
| "—" indica lançamentos que não figuraram nas paradas ou não foram lançados nessa região. |                                                                          |                   |                   |                   |                   |                   |        |                      |

### Outras canções que entraram nas paradas musicais
| Ano                                                                   | Título                                                           | Melhores posições | Melhores posições | Vendas          | Álbum                 |
| Ano                                                                   | Título                                                           | COR               | COR               | Vendas          | Álbum                 |
| Ano                                                                   | Título                                                           | Gaon              | Hot 100           | Vendas          | Álbum                 |
| --------------------------------------------------------------------- | ---------------------------------------------------------------- | ----------------- | ----------------- | --------------- | --------------------- |
| 2011                                                                  | "I Know" (com participação de IU)                                | 42                | *                 | —               | V.V.I.P               |
| 2011                                                                  | "Open Window" (com participação de G-Dragon)                     | 68                | *                 | —               | V.V.I.P               |
| 2013                                                                  | "GG Be" (com participação de Jennie Kim)                         | 18                | 38                | - : 202,446 mil | Let's Talk About Love |
| 2013                                                                  | "Let's Talk About Love" (com participação de G-Dragon & Taeyang) | 15                | 31                | - : 121,416 mil | Let's Talk About Love |
| 2013                                                                  | "Come To My"                                                     | 46                | 51                | - : 42,125 mil  | Let's Talk About Love |
| 2013                                                                  | "Love Box"                                                       | 48                | 62                | - : 40,005 mil  | Let's Talk About Love |
| 2013                                                                  | "You Hoooo"                                                      | 51                | 81                | - : 32,418 mil  | Let's Talk About Love |
| "*" indica que a parada não existia na época de lançamento da canção. |                                                                  |                   |                   |                 |                       |